# 436.º Batallón Antiaéreo Pesado
El 436.° Batallón Antiaéreo Pesado (436. schwere Flak-Abteilung (o)) fue una unidad militar de la Luftwaffe durante el Tercer Reich y la Segunda Guerra Mundial.

## Historia
Formado el 26 de agosto de 1939 en Dessau con componentes del II Grupo/43° Regimiento Antiaéreo, con 1. – 5. Baterías (1. - 3. pesadas, 4. - 5. ligeras). Hasta julio de 1942 conocido como 436° Batallón de Reserva Antiaérea.
Reorganizado como Batallón Pesado en 1942:
- 4° Bat./436° Batallón de Reserva Antiaérea como la 2° Bat./738° Batallón Antiaéreo Ligero (o), y fue reformado desde la 202. Bat. de fuego de barrera.
- 5° Bat./436° Batallón de Reserva Antiaérea como la 3° Bat./738° Batallón Antiaéreo Ligero (o)

5° Bat. y 6° Bat./436° Batallón Antiaéreo Pesado fue formado en 1943 (5° Bat. desde la 1° Bat./453° Batallón Antiaéreo Pesado, 6° Bat./Nuevo [RAD 4./265]).

## Servicios
- 1939: del VI Comando Administrativo Aéreo.
- 1941:del VII Comando Administrativo Aéreo (Karlsruhe, Stuttgart).
- 1943 – 1945: como Grupo Antiaéreo Bajo Neckartal.
- 1 de noviembre de 1943: en Stuttgart bajo la 20° Brigada Antiaérea (75° Regimiento Antiaéreo).
- 1 de enero de 1944: en Stuttgart bajo la 20° Brigada Antiaérea (75° Regimiento Antiaéreo).
- 1 de febrero de 1944: en Stuttgart bajo la 20° Brigada Antiaérea (75° Regimiento Antiaéreo).
- 1 de marzo de 1944: en Stuttgart bajo la 20° Brigada Antiaérea (75° Regimiento Antiaéreo).
- 1 de abril de 1944: en Stuttgart bajo la 20° Brigada Antiaérea (75° Regimiento Antiaéreo).
- 1 de mayo de 1944: en Stuttgart bajo la 20° Brigada Antiaérea (75° Regimiento Antiaéreo).
- 1 de junio de 1944: en Stuttgart bajo la 20° Brigada Antiaérea (75° Regimiento Antiaéreo).
- 1 de julio de 1944: en Stuttgart bajo la 20° Brigada Antiaérea (75° Regimiento Antiaéreo).
- 1 de agosto de 1944: en Stuttgart bajo la 9° Brigada Antiaérea (139° Regimiento Antiaéreo).
- 1 de septiembre de 1944: en Stuttgart bajo la 9° Brigada Antiaérea (139° Regimiento Antiaéreo).
- 1 de octubre de 1944: en Stuttgart bajo la 9° Brigada Antiaérea (139° Regimiento Antiaéreo).
- 1 de noviembre de 1944: en Stuttgart bajo la 28° División Antiaérea (139° Regimiento Antiaéreo).
- 1 de diciembre de 1944: en Stuttgart bajo la 28° División Antiaérea (139° Regimiento Antiaéreo).